# Khan Tengri
Khan Tengri (tiếng Kazakh: Хан Тәңірі, حان تأڭئرئ, Xan Täñiri; tiếng Kyrgyz: Хан-Теңири, حان-تەڭىرى, Xan-Teñiri; tiếng Uyghur: خانتەڭرى, Хантәңри, Xantengri; giản thể: 汗腾格里峰; phồn thể: 汗騰格里峰; bính âm: Hànténggélǐ Fēng, Xiao'erjing: هًا تٍْ قْ لِ فعْ) là một núi của dãy núi Thiên Sơn. Nằm trên đường biên giới Trung Quốc; Kyrgyzstan; Kazakhstan, phía đông của hồ Issyk Kul. Độ cao địa chất của nó là 6.995 m (22.949 ft), nhưng nắp băng của nó nâng lên tới độ cao 7.010 m (22.999 ft). Vì lý do này, trong các giới leo núi, bao gồm tiêu chí giải Snow Leopard của Liên Xô, nó được coi là đỉnh cao 7.000 mét. Cái tên "Khan Tengri" (Đằng Cách Lý hãn) có nghĩa đen là "Thiên Khả hãn" ở Kazakh và có thể liên quan đến vị thần Tengri (Đằng Cách Lý) và được xem như một ngọn núi thiêng. Trong một số ngôn ngữ địa phương khác, nó được gọi là "Khan Tangiri Shyngy", "Kan-Too Chokusu", "Pik Khan-Tengry" và "Hantengri Feng". Khan Tengri là ngọn núi cao thứ hai ở Thiên Sơn, vượt qua chỉ bởi Jengish Chokusu (nghĩa là "Đỉnh chiến thắng"), trước đây gọi là Peak Pobeda (7,439 m). Khan Tengri là điểm cao nhất ở Kazakhstan và là đỉnh cao thứ ba ở Kyrgyzstan, sau Jengish Chokusu (7.439 m) và Lenin Peak (7,134 m). Nó cũng là đỉnh ở độ cao từ 7.000 mét nằm xa về phía bắc nhất trên thế giới, nổi bật bởi vì các vĩ độ cao có mùa leo ngắn hơn, thường thời tiết khắc nghiệt hơn và không khí loãng hơn.

## Đặc điểm
Khan Tengri là một kim tự tháp bằng đá cẩm thạch, phủ tuyết và băng đá. Vào lúc hoàng hôn, những viên đá cẩm thạch đỏ rực, cho nó tên theo tiếng Kazakhstan / Kyrgyz là Кантау / Кан-Тоо (núi máu). Nằm ngay trên sông băng Nam Engilchek (hoặc Inylchek), cách Jengish Chokusu 16 km, Khan Tengri ban đầu được cho là đỉnh cao nhất ở Tian Shan vì hình dạng dốc, ấn tượng của nó, so với khối lượng lớn của Jengish Chokusu. Nhận thức này có lẽ là do tầm nhìn của Khan Tengri qua các vùng đồng bằng của miền nam Kazakhstan trong khi Jengish Chokusu vẫn còn nằm ngoài tầm nhìn của nền văn minh. Khan Tengri là đỉnh cao nhất trong dải núi phụ Tengri Tag, còn được gọi là Mustag, cũng có đỉnh Chapayev (6371 m) và đỉnh Gorky (6050 m). Anatoli Boukreev cho Khan Tengri có lẽ là đỉnh cao đẹp nhất thế giới vì ngọn hình học và tính đối xứng của nó.

## Lịch sử leo núi

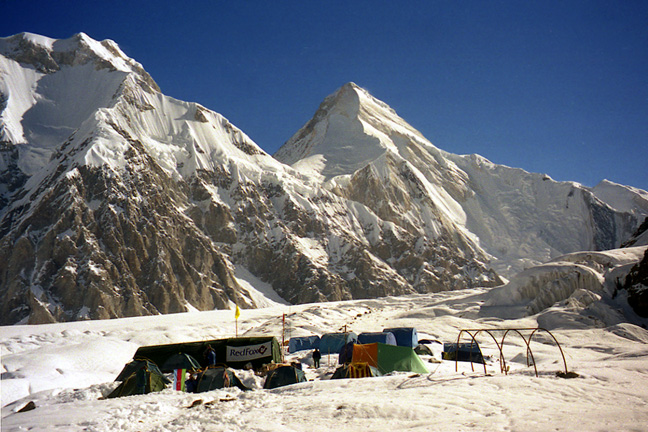
Trại căn cứ Nam Inylchek, ở độ cao 4,000 m trên băng tích phía nam của sông băng, nhìn từ hướng tây bắc tới Pik Chapaeva và Khan Tengri ở đằng xa

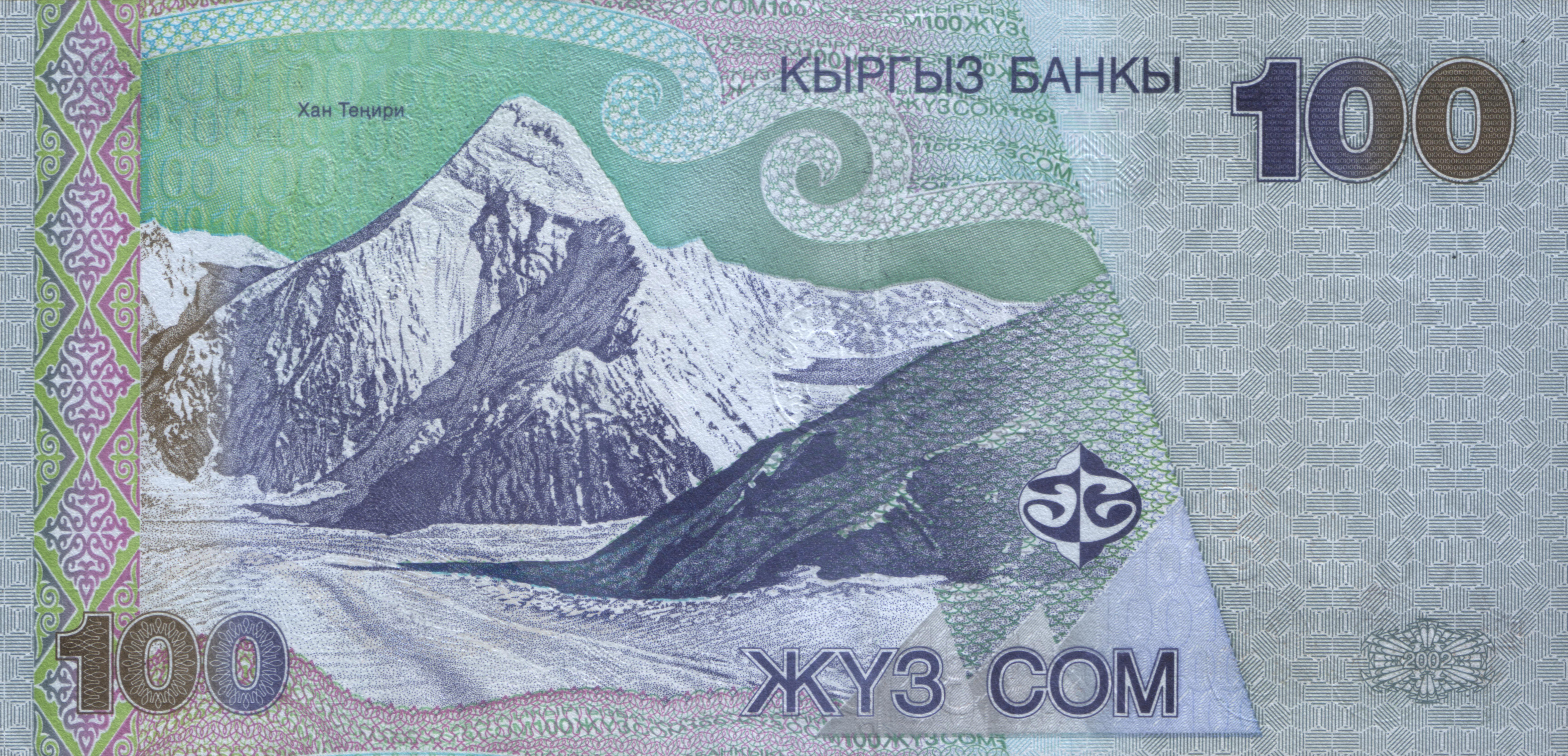
Đỉnh được in trên tiền giấy Kyrgyz 100 som

Mặc dù thấp hơn 430 m so với núi bên cạnh, Khan Tengri được cho là đỉnh cao nhất trong dãy núi Thiên Sơn cho đến khi Jengish Chokusu được đo đạc vào năm 1943 và xác định là cao hơn. Peter Semenov là người châu Âu đầu tiên nhìn thấy Tengri Tag và đỉnh cao của nó, Khan Tengri khổng lồ (năm 1857). Chuyến lên đỉnh đầu tiên được đội Ucraina của Mikhail Pogrebetsky thực hiện vào năm 1931 theo một tuyến đường từ phía Nam (phía Kyrgyzstan), sau đó dọc theo sườn phía tây. Nhóm của M. Kuzmin bắt đầu đi lên từ phía bắc (phía Kazakhstan) vào năm 1964. Khan Tengri là một trong năm đỉnh núi mà một người leo núi của Liên Xô cần phải chinh phục để giành được giải Snow Leopard uy tín. Người leo núi người Áo và nhà lãnh đạo cuộc thám hiểm Toni Dürnberger qua đời trong khi đi xuống sau khi trèo lên Khan Tengri vào ngày 17 tháng 8 năm 1992. Năm 2004, hơn một tá người leo núi đã bị giết trong một trận tuyết lở lớn trên tuyến Pogrebetsky, con đường phổ biến nhất lên núi. Đỉnh núi này cũng được in trên tiền giấy Kyrgyz 100 som.